# Memari
Memari è una suddivisione dell'India, classificata come municipality, di 36.191 abitanti, situata nel distretto di Bardhaman, nello stato federato del Bengala Occidentale. In base al numero di abitanti la città rientra nella classe III (da 20.000 a 49.999 persone).

## Geografia fisica
La città è situata a 23° 11' 60 N e 88° 7' 0 E e ha un'altitudine di 24 m s.l.m..

## Società

### Evoluzione demografica
Al censimento del 2001 la popolazione di Memari assommava a 36.191 persone, delle quali 18.697 maschi e 17.494 femmine. I bambini di età inferiore o uguale ai sei anni assommavano a 4.061, dei quali 2.063 maschi e 1.998 femmine. Infine, coloro che erano in grado di saper almeno leggere e scrivere erano 25.117, dei quali 14.112 maschi e 11.005 femmine.